# Ольджате-Мольгора
Ольджате-Мольгора, Ольджате-Мольґора (італ. Olgiate Molgora) — муніципалітет в Італії, у регіоні Ломбардія, провінція Лекко.
Ольджате-Мольгора розташоване на відстані близько 500 км на північний захід від Рима, 34 км на північний схід від Мілана, 13 км на південь від Лекко.
Населення — 6376 осіб (2014).

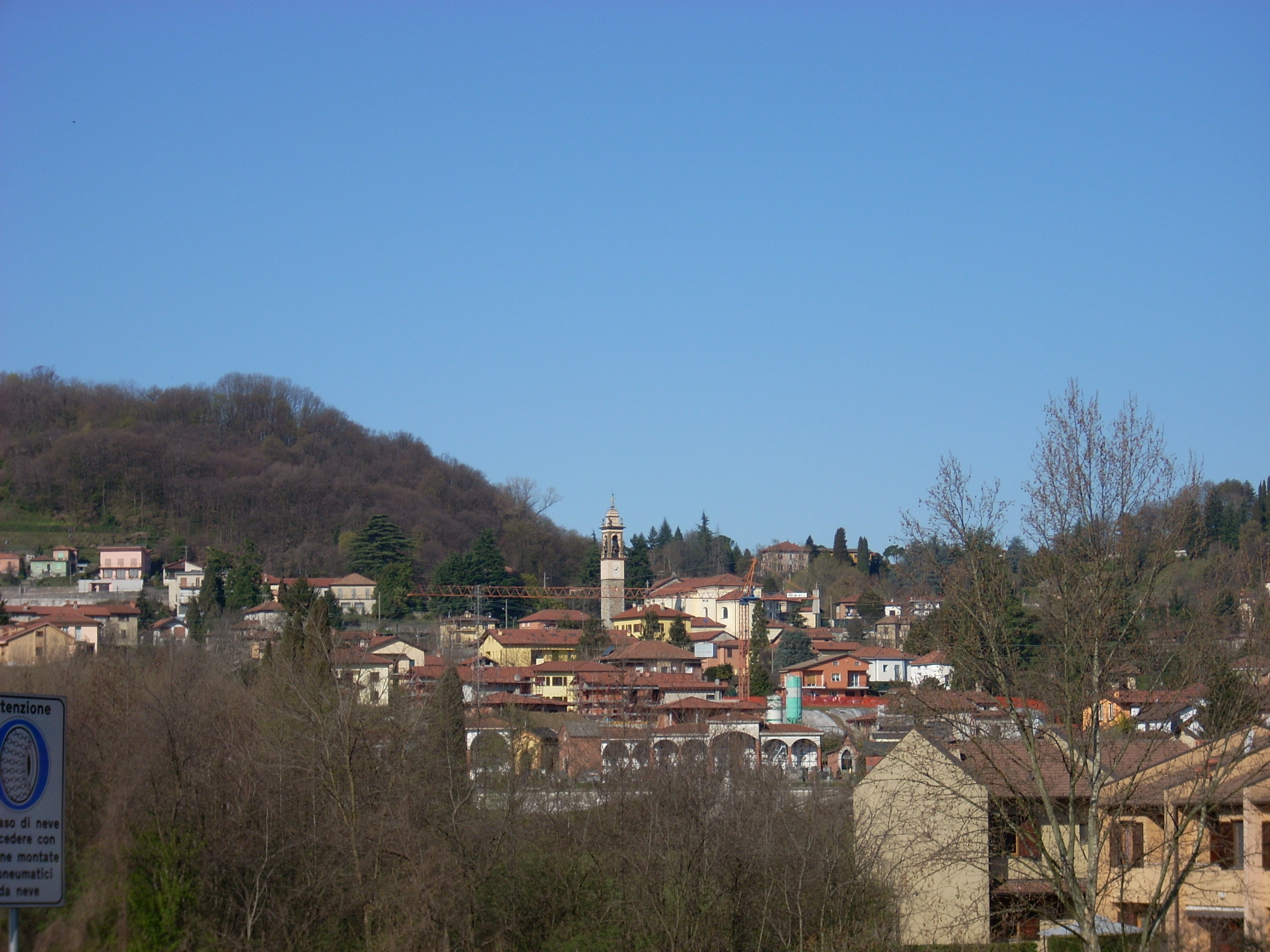

Щорічний фестиваль відбувається 12 квітня. Покровитель — святий Зенон.

## Демографія
Населення за роками:

Станом на 1 січня 2023 року в муніципалітеті офіційно проживало 716 іноземців з 45 країн, серед них 161 громадянин країн Євросоюзу та 22 громадяни України.

## Сусідні муніципалітети
- Айруно
- Бривіо
- Калько
- Колле-Бріанца
- Мерате
- Монтевеккія
- Ла-Валетта-Бріанца
- Санта-Марія-Ое